# Carlos Fernández Liria
Carlos Fernández Liria (Zaragoza, 1959) es un profesor de filosofía, ensayista y guionista español. Está considerado como uno de los referentes ideológicos de Podemos.

## Biografía
Lector de Sartre desde la adolescencia, se doctoró en Filosofía con una tesis sobre dicho autor en la Universidad Complutense de Madrid. Con 22 años obtuvo la plaza de Catedrático de Instituto y fue profesor de Enseñanza Secundaria en diferentes destinos en toda España.
Durante los años ochenta, ya siendo profesor de enseñanza secundaria, trabajó como guionista televisivo, destacando su participación en el programa La bola de cristal en colaboración con Santiago Alba Rico y Carlo Frabetti. En la actualidad, es profesor titular de la Facultad de Filosofía de la Universidad Complutense de Madrid, en el Departamento de Lógica y Filosofía Teórica.
Su labor como profesor, su participación en los movimientos de oposición al llamado «proceso de Bolonia», su libro Educación para la Ciudadanía. Democracia, Capitalismo y Estado de Derecho —publicado en plena polémica sobre la implantación de dicha asignatura en España— y su participación en varios debates internacionales en los principales medios de comunicación de radio y televisión sobre la situación en Venezuela a partir del proceso bolivariano, lo han convertido en uno de los referentes de los movimientos sociales de izquierdas.
En el año 2011, junto a Luis Alegre Zahonero, recibió el Premio Libertador al Pensamiento Crítico por el libro El orden de El Capital. Por qué seguir leyendo a Marx.
Está considerado como uno de los referentes de Podemos por su defensa de las instituciones republicanas de la Ilustración y el concepto de ciudadanía, así como por su crítica al propósito de crear un hombre nuevo, de lo que él considera errores del marxismo, y por la importante presencia de un gran número de sus alumnos y seguidores entre el núcleo dirigente del partido.
Sus últimos libros publicados son El significado del amor (Akal, 2020), Marx 1857. El problema del método y la dialéctica (Akal, 2019), Marx desde cero (Akal, 2018), ¿Qué fue la segunda república? Nuestra historia explicada a los jóvenes (Akal, 2019), ¿Qué fue la guerra civil? Nuestra historia explicada a los jóvenes (Akal, 2017) y En defensa del populismo (Los Libros de la Catarata, 2016).
Actualmente tiene su propio canal de Youtube, titulado «La Filosofía en Canal», donde cuelga alguno de sus cursos de Filosofía y videos de opinión.

## Actividad
Además de su labor docente como profesor de filosofía, ha publicado varios libros de ensayo sobre disciplinas como filosofía, antropología y política, además de colaborar en varias revistas y medios de comunicación como Gara, Público, la revista Archipiélago, Viento Sur, El Viejo Topo, Eldiario.es y los sitios de Internet Rebelión.org y Cuartopoder
Comprometido contra el llamado Proceso de Bolonia, ha participado activamente en casi todas las actividades críticas llevadas a cabo por los diferentes movimientos estudiantiles contra su implantación, así como en diferentes debates sobre el tema en los principales medios de comunicación. A este respecto, publicó el libro El Plan Bolonia y prologó Bolonia no existe, un libro que recopila artículos de estudiantes comprometidos con la lucha contra la mercantilización de la enseñanza.
También se ha erigido como defensor de la llamada Revolución Bolivariana y de las principales políticas del presidente venezolano Hugo Chávez en importantes debates públicos, lo que le ha valido entusiastas adhesiones y feroces críticas.
Dentro de su actividad política y social lleva a cabo una importante actividad como conferenciante.

## Controversias

### Venezuela
Las principales polémicas en las que se ha visto envuelto el autor se deben a la relevancia alcanzada por su libro -escrito con Luis Alegre Zahonero- Comprender Venezuela, pensar la Democracia en el que se defiende «que los acontecimientos de la revolución bolivariana tienen algo de insólito, algo que a muchos intelectuales bienintencionados de izquierda les ha venido demasiado grande y que al resto, a los intelectuales orgánicos de todo el planeta, neoliberales o progresistas, les resulta hartamente peligroso». Afirma que el proceso de Venezuela se basa en los mismos valores que defienden las democracias occidentales pero «de verdad» (tratando de demostrar la hipocresía de sus críticos y, al mismo tiempo, la falsedad de los pretendidos principios de ellos).
La autoría de este texto le ha hecho ser «escogido» para defender algo así como el punto de vista bolivariano en muchos de los debates públicos surgidos a raíz de las críticas que han recibido –especialmente en España– muchas de las actuaciones del actual gobierno venezolano.
Algunos de estos debates se han convertido en símbolos de la polémica tanto a favor como en contra, especialmente el llevado a cabo en la primavera de 2007 en la cadena privada española de televisión Antena 3 con respecto a la no renovación a la también privada cadena de televisión venezolana RCTV de la licencia para usar «los espacios radioeléctricos públicos de señal abierta» por parte del gobierno de Hugo Chávez. Tras el debate, los partidarios del punto de vista del Gobierno de Venezuela, Carlos Fernández Liria y Luis Alegre Zahonero, acusaron a la cadena y a la presentadora de crear una «encerrona» para manipular el sentido del debate, y de que ante el fracaso de dicha estrategia, Antena 3 pidió —y obtuvo— la eliminación del vídeo del programa que había registrado un inesperado éxito en YouTube.
Los opositores al gobierno de Venezuela acusaron a Fernández Liria de usar argumentos agresivos, despectivos e insultantes para con sus interlocutores, llegando incluso a acusar directamente a la periodista de Globovisión Nitu Pérez Osuna de ser una golpista.
En julio de 2007 y coincidiendo con la visita a España del presidente de Venezuela y su entrevista con el rey de España Juan Carlos I —primer encuentro tras el incidente diplomático creado por el ¿Por qué no te callas? del rey al jefe de Estado venezolano en la XVII Cumbre Iberoamericana— se invitó a debatir en la Cadena Ser a Fernández Liria y al líder opositor venezolano William Cárdenas acerca de «La figura de Hugo Chávez» en el programa de radio La Ventana que conducía, debido a las vacaciones de Gemma Nierga, la periodista Ana Guantes.
Aunque Cárdenas comenzó acusando a Fernández Líria de cobrar del Gobierno de Venezuela y de ser «un tarifado que se dedica a sembrar su basura ideológica en América Latina», el verdadero enfrentamiento se produjo entre Fernández Liria y la presentadora del programa cuando aquel empezó a criticar a los medios de Prisa –empresa a la que pertenece la Cadena Ser– por su connivencia con los golpistas en el Golpe de Estado frustrado del 11 de abril de 2002 contra el gobierno de Chávez.
La periodista reaccionó «como si ella fuera la dueña de Prisa, perdió la calma con el entrevistado y subió innecesariamente el tono de la entrevista. Ella, que debía ser neutral, lo despidió con muy malas maneras para quedarse sólo un turno más de palabra con William Cárdenas, que se quedó diciendo que a Chávez habría que enviarlo al Tribunal Penal Internacional de La Haya».

### Educación para la Ciudadanía
En plena polémica sobre la creación de la asignatura Educación para la Ciudadanía, en 2006, publicó, junto con Pedro Fernández Liria y Luis Alegre Zahonero el libro Educación para la Ciudadanía. Democracia, Capitalismo y Estado de Derecho (Akal, 2006). La asignatura en cuestión, implantada por el gobierno socialista de José Luis Rodríguez Zapatero, había generado un gran escándalo por parte de la derecha política y mediática, que vieron la asignatura como un instrumento de adoctrinamiento ideológico. En realidad, tal y como relatan con detalle en los prólogos a la segunda y tercera edición de su libro, los autores habían comenzado oponiéndose a esta asignatura, a la que acusaban de marginar la enseñanza de la Filosofía en la enseñanza secundaria, para explicar en su lugar «un conjunto de tópicos políticamente correctos sin contenido sustancial». Sin embargo, una vez implantada la asignatura, pensaron que era posible hacer de la necesidad virtud y reapropiarse desde la filosofía de la asignatura para explicar el concepto de «ciudadanía» y de «Estado de Derecho», mostrando en especial «su incompatibilidad con el sistema capitalista en el que ha pretendido implantarse el programa político de la Ilustración». La reacción de los medios de comunicación y de la oposición del Partido Popular fue entonces muy dura y no exenta de inexactitudes, pues hicieron pasar el libro por un libro de texto para explicar en los Institutos de Enseñanza Secundaria, cuando en realidad no era más que un libro de divulgación. Los autores y la Editorial Akal reaccionaron entonces sacando los libros de texto Educación Ética-cívica para 4º de la ESO, Educación para la Ciudadanía para 2º y 3º de la ESO y Filosofía y Ciudadanía para 1º de Bachillerato. Sin embargo, justo cuando iban a ser comercializados, nombraron Ministro de  Educación a José Ignacio Wert, quien, en un programa de la SER, leyó unos pasajes de estos libros y anunció que suprimía dichas asignaturas. De este modo, los libros de textos no pudieron apenas ser difundidos en la enseñanza secundaria y el bachillerato.[cita requerida]

### Otros
El autor ha denunciado que, desde el año 2006, la Fundación BBVA se ha negado a publicar las ponencias correspondientes al Curso de Verano que se llevó a cabo en julio de ese año bajo el título de Occidente: Razón y Mal perteneciente a los Cursos de Verano de El Escorial que celebra anualmente la Universidad Complutense de Madrid, si Fernández Liria no aceptaba retirar la suya de dicho volumen colectivo.
En abril de 2016, presentó junto a Pablo Iglesias Turrión, Luis Alegre Zahonero y Emma Ingala su libro En defensa del populismo. Durante el acto, se produjo un altercado entre Pablo Iglesias y el periodista de El Mundo Álvaro Carvajal, del que se hicieron eco los medios esa misma tarde.

## Obras
Entre sus publicaciones destacan los libros:
- Sin vigilancia y sin castigo. Una discusión con Michel Foucault (Madrid: Libertarias, 1992) ISBN 84-7954-042-7
- El materialismo (Madrid_ Síntesis, 1998) ISBN 84-7738-565-3
- Geometría y tragedia. El uso público de la palabra en la sociedad moderna (Fuenterrabía: Hiru, 2002) ISBN 84-89753-70-9.
- ¿Para qué servimos los filósofos? (Madrid: Catarata, 2012). ISBN  978-84-8319-760-8.
- En defensa del populismo (Madrid: Catarata, 2016) ISBN  978-8490971246.
- Marx 1857. El problema del método y la dialéctica (Madrid: Akal, 2019) ISBN 978-84-460-4793-3.
- Sexo y filosofía. El significado del amor (Akal, 2020)

También es coautor de los libros:
- Dejar de pensar con Santiago Alba Rico (Madrid: Akal, 1986) ISBN 84-7600-124-X
- Volver a pensar. Una propuesta socrática a los intelectuales españoles con Santiago Alba Rico. (Madrid: Akal, 1989) ISBN 84-7600-382-X
- Comprender Venezuela, pensar la Democracia. El colapso moral de los intelectuales occidentales con Luis Alegre Zahonero. (Fuenterrabía: Hiru, 2006) ISBN 84-95786-05-2
- Educación para la Ciudadanía. Democracia, Capitalismo y Estado de Derecho con Luis Alegre Zahonero, Miguel Brieva, et al (Madrid: Akal, 2007). ISBN 84-4602-6136
- El naufragio del hombre, con Santiago Alba Rico. (Fuenterrabía: Hiru, 2010). ISBN 978-84-96584-32-7
- El orden de El Capital, con Luis Alegre Zahonero. (Madrid: Akal, 2010). ISBN 978-84-460-3103-1
- ¿Qué fue la Guerra Civil? Nuestra historia explicada a los jóvenes, con Silvia Casado Arenas. (Madrid: Akal, 2017). ISBN 978-84-460-4437-6
- Escuela o barbarie. Entre el neoliberalismo salvaje y el delirio de la izquierda, con Olga García Fernández y Enrique Galindo Ferrández (Madrid, Akal, 2017) ISBN 978-84-460-4401-7.
- Marx desde cero con Luis Alegre Zahonero (Madrid: Akal, 2018) ISBN 978-84-460-4676-9
- ¿Qué fue la segunda república? Nuestra historia explicada a los jóvenes, con Silvia Casado Arenas (Madrid: Akal, 2019) ISBN 978-84-460-4761-2
- Escuela y libertad. Argumentos para defender la enseñanza frente a políticas educativas y discursos pedagógicos demenciales" (Akal, 2024) con Javier Mestre

Ha participado en varios volúmenes colectivos, entre los que destacan:
- Perspectivas del pensamiento contemporáneo, volumen I, Corrientes (Madrid: Síntesis, 2004) Coordinador Juan Manuel Navarro Cordón ISBN 84-9756-2300
- La impaciencia de la libertad. Michel Foucault y lo político (Madrid: Biblioteca Nueva, 2000) Coordinador Jacobo Muñoz Veiga. ISBN 84-7030-8598
- Periodismo y Crimen. El caso Venezuela 11-04-02 con Pascual Serrano, Ignacio Ramonet, et al. (Fuenterrabía: Hiru, 2002) ISBN 84-95786-19-7
- Cuba 2005 (Fuenterrabía: Hiru, 2005) con Alfonso Sastre, Belén Gopegui et al. ISBN 84-95786-82-6
- La querella del humanismo en el siglo XX. ¿Actualidad del humanismo e inactualidad del hombre? (I) (Madrid: Guillermo Escolar, 2019) ISBN 978-84-17134-64-8